# Red Medicine
| Оценки критиков | Оценки критиков |
| Источник        | Оценка          |
| --------------- | --------------- |
| Allmusic        | [ 4 ]           |
| Rolling Stone   | [ 5 ]           |
| Piero Scaruffi  | [ 6 ]           |

Red Medicine — четвёртый студийный альбом американской пост-хардкор-группы Fugazi, выпущенный 12 июня 1995 года лейблом Dischord Records.

## Работа над альбомом
Группа начала работу над альбомом в конце 1994 года, после гастролей в поддержку In on the Kill Taker. Написание песен проходило на уединённой усадьбе «Гилфорд-Хаус», расположенной Гилфорде, Коннектикут, а сам альбом записывали с января по февраль 1995 года на студии Inner Ear Studios в Арлингтоне, Виргиния. С группой работал менеджер Дон Зинтара (англ. Don Zientara), так как музыканты отказались сотрудничать с предыдущим продюсером Тедом Найсели (англ. Ted Nicely). Во время записи альбома музыканты много экспериментировали с музыкой, а также в некоторых композициях использовали новые инструменты, такие как кларнет.

## Релиз
Релиз альбома состоялся 12 июня 1995 года, за первую неделю было продано 160 000 копий. Альбом получил положительные отзывы критиков, Стив Хью из Allmusic дал альбому 4 1/2 из 5 звезд, а Марк Кемп из Rolling Stone — четыре звезды.

## Тур в поддержку альбома
С марта 1995 года по ноябрь 1996 года Fugazi дали в общей сложности 172 концерта во время широкомасштабного мирового турне в поддержку альбома.

## Список композиций
Слова и музыка всех песен — написаны Ги Пиччотто, Иэном Маккеем, Джо Лэлли и Бренданом Кэнти.
| №   | Название               | Лид-вокал        | Длительность |
| --- | ---------------------- | ---------------- | ------------ |
| 1.  | «Do You Like Me»       | Ги Пиччотто      | 3:16         |
| 2.  | «Bed for the Scraping» | Иэн Маккей       | 2:50         |
| 3.  | «Latest Disgrace»      | Пиччотто         | 3:34         |
| 4.  | «Birthday Pony»        | Маккей           | 3:08         |
| 5.  | «Forensic Scene»       | Пиччотто         | 3:05         |
| 6.  | «Combination Lock»     | инструментальная | 3:06         |
| 7.  | «Fell, Destroyed»      | Пиччотто         | 3:46         |
| 8.  | «By You»               | Джо Лэлли        | 5:11         |
| 9.  | «Version»              | инструментальная | 3:20         |
| 10. | «Target»               | Пиччотто         | 3:32         |
| 11. | «Back to Base»         | Маккей           | 1:45         |
| 12. | «Downed City»          | Пиччотто         | 2:53         |
| 13. | «Long Distance Runner» | Маккей           | 4:17         |

## Участники записи
- Иэн Маккей — вокал, гитара, фортепиано
- Ги Пиччотто — вокал, гитара
- Джо Лэлли — бас-гитара
- Брендан Кэнти — ударные

## Позиции в чартах
| Год  | Чарт             | Высшая позиция |
| ---- | ---------------- | -------------- |
| 1995 | US Billboard 200 | 126            |